# 라맛 에르윈 압둘라
라맛 에르윈 압둘라(인도네시아어: Rahmat Erwin Abdullah, 2000년 10월 13일~)은 인도네시아의 역도 선수이다. 2020년 하계 올림픽에서 라이트급 동메달을 획득했고 세계 선수권 대회에서 금메달 1개, 은메달 1개를 획득했다.